# Borja Rubiato
Borja Rubiato (Las Rozas de Madrid, 13 de noviembre de 1984) es un exfutbolista español que jugaba en la demarcación de delantero para el Real Ávila Club de Fútbol de la Tercera División de España. Ejerció  de entrenador en el Real Ávila Club de Fútbol hasta marzo de 2023. Es natural de Las Rozas de Madrid y de ascendencia abulense, concretamente de Santa María del Tiétar.

## Biografía
Hizo su debut como futbolista en 2003 con Las Rozas C. F., equipo de su ciudad natal. Tras pasar unas temporadas por los filiales C. A. Osasuna "B" y Getafe C. F. "B" fichó por el C. D. Cobeña, un año antes de hacer lo propio por el Club Atlético de Madrid "B".
En 2008 fue traspasado al Cádiz C. F., y tras estar un año cedido en la S. D. Huesca jugó dos temporadas con el Real Oviedo. En 2012 fichó por el Zamora C. F. y por la R. S. D. Alcalá. En 2013 viajó para Estados Unidos para fichar por el San Antonio Scorpions de la North American Soccer League. En el mercado invernal de 2014 se hizo con sus servicios el Arbil FC, equipo de la Liga Premier de Irak. En julio de 2014 ficha por el Marbella F.C., club recién ascendido al grupo IV de 2ª División B. En el mercado invernal dejó el club para fichar por el Kitchee SC. Posteriormente fichó por el CF Trival Valderas y por el CD Olímpic de Xàtiva.

## Clubes

### Como futbolista
| Club                        | País           | Año       | Partidos | Goles |
| --------------------------- | -------------- | --------- | -------- | ----- |
| Las Rozas C. F.             | España         | 2003-2004 | 35       | 17    |
| C. A. Osasuna "B"           | España         | 2004-2006 | 43       | 5     |
| Getafe C. F. "B"            | España         | 2006      | ¿?       | ¿?    |
| C. D. Cobeña                | España         | 2006-2007 | 32       | 14    |
| Club Atlético de Madrid "B" | España         | 2007-2008 | 33       | 17    |
| Cádiz C. F.                 | España         | 2008-2009 | 31       | 9     |
| S. D. Huesca (cedido)       | España         | 2009-2010 | 25       | 3     |
| Real Oviedo                 | España         | 2010-2012 | 51       | 9     |
| Zamora C. F.                | España         | 2012-2013 | 17       | 8     |
| R. S. D. Alcalá             | España         | 2013      | 16       | 4     |
| San Antonio Scorpions       | Estados Unidos | 2013-2014 | 9        | 0     |
| Arbil FC                    | Irak           | 2014      | 5        | 5     |
| Marbella FC                 | España         | 2014      | 19       | 4     |
| Kitchee SC                  | Hong Kong      | 2015      | 10       | 0     |
| CF Trival Valderas          | España         | 2015-2016 | 11       | 2     |
| CD Olímpic de Xàtiva        | España         | 2016      | 17       | 2     |
| CD Mensajero                | España         | 2016-2017 | 25       | 5     |
| CD Ebro                     | España         | 2016-2017 | 15       | 4     |
| Arandina CF                 | España         | 2018-2019 | 37       | 19    |
| Zamora CF                   | España         | 2019-2020 | 23       | 4     |
| Real Ávila Club de Fútbol   | España         | 2020-2021 | 24       | 8     |

### Como entrenador
| Club                      | País   | Año       |
| ------------------------- | ------ | --------- |
| Real Ávila Club de Fútbol | España | 2021-2023 |